# Дон Діксон
Дон Діксон (англ. Don Dixon; нар. 3 червня 1951) — американський художник-астроном, який практикує космічне мистецтво в традиціях Чеслі Боунестела.
Діксон народився в Істоні, штат Пенсільванія.
Дон створив обкладинки для Scientific American, Sky & Telescope, Omni, The Magazine of Fantasy & Science Fiction, Astronomy Magazine та багатьох інших видань. Картини Діксона використовувалися для ілюстрації обкладинок кількох науково-фантастичних книг, таких як «Марсіанська трилогія» Кіма Стенлі Робінсона та Сага «Центр Галактики» Грегорі Бенфорда. Він став режисером і співавтором сценарію захоплюючого анімаційного фільму «У центрі Всесвіту», прем'єра якого відбулася в 2006 році в планетарії Семюеля Ошіна в обсерваторії Гриффіта, де він працював арт-директором у 1991—2021 роках. Він є членом-засновником Міжнародної асоціації художників-астрономів (International Association of Astronomical Artists — IAAA) і був обраний членом цієї організації в 2000 році.